# Rocco Reitz
Rocco Reitz (Duisburgo,  Renania del Norte-Westfalia, Alemania, 29 de mayo de 2002) es un futbolista alemán que juega como centrocampista en el Borussia Mönchengladbach de la 1. Bundesliga alemana.

## Trayectoria
Reitz, nacido en Duisburgo y criado en Düsseldorf, comenzó a jugar al fútbol a los 7 años en el F-Juniors (sub-9) del Borussia Mönchengladbach y pasó a jugar en todos los equipos de la cantera. Jugó con el B1-Juniors (sub-17) en la B-Junior Bundesliga en las temporadas 2017-18 y 2018-19 y con el A-Juniors (sub-19) en la A-Junior Bundesliga en la temporada 2019-20.
Debutó como profesional con el Borussia Mönchengladbach en la Bundesliga el 24 de octubre de 2020, como titular en el partido fuera de casa contra el Mainz 05, antes de ser sustituido en el minuto 60 por Jonas Hofmann.
El 17 de enero de 2023 regresó al Sint-Truiden belga para una segunda cesión, hasta el final de la temporada 2022-23.
El 10 de noviembre de 2023, Reitz marcó su primer gol en la Bundesliga con el Borussia Mönchengladbach contra el VfL Wolfsburgo (4-0).

## Selección nacional
Jugó un partido con la selección alemana sub-16 en noviembre de 2017. Debutó con la selección alemana sub-21 el 17 de noviembre de 2023. Reitz marcó dos goles en la victoria por 4-1 contra Estonia.

## Estadísticas

### Clubes
Actualizado al último partido disputado el 3 de noviembre de 2024.
| Club                                   | Div.          | Temporada     | Liga  | Liga  | Copas nacionales | Copas nacionales | Copas internacionales | Copas internacionales | Total | Total |
| Club                                   | Div.          | Temporada     | Part. | Goles | Part.            | Goles            | Part.                 | Goles                 | Part. | Goles |
| -------------------------------------- | ------------- | ------------- | ----- | ----- | ---------------- | ---------------- | --------------------- | --------------------- | ----- | ----- |
| Borussia Mönchengladbach II · Alemania | 4.ª           | 2020-21       | 6     | 0     | ―                | ―                | ―                     | ―                     | 6     | 0     |
| Borussia Mönchengladbach · Alemania    | 1.ª           | 2020-21       | 2     | 0     | 0                | 0                | 0                     | 0                     | 2     | 0     |
| Sint-Truidense · Bélgica               | 1.ª           | 2021-22       | 23    | 2     | 1                | 0                | ―                     | ―                     | 24    | 2     |
| Borussia Mönchengladbach · Alemania    | 1.ª           | 2022-23       | 1     | 0     | 1                | 0                | ―                     | ―                     | 2     | 0     |
| Borussia Mönchengladbach II · Alemania | 4.ª           | 2022-23       | 5     | 0     | ―                | ―                | ―                     | ―                     | 5     | 0     |
| Borussia Mönchengladbach II · Alemania | Total club    | Total club    | 11    | 0     | 0                | 0                | 0                     | 0                     | 11    | 0     |
| Sint-Truidense · Bélgica               | 1.ª           | 2022-23       | 12    | 1     | —                | —                | ―                     | ―                     | 12    | 1     |
| Sint-Truidense · Bélgica               | Total club    | Total club    | 35    | 3     | 1                | 0                | 0                     | 0                     | 36    | 3     |
| Borussia Mönchengladbach · Alemania    | 1.ª           | 2023-24       | 34    | 6     | 3                | 0                | ―                     | ―                     | 37    | 6     |
| Borussia Mönchengladbach · Alemania    | 1.ª           | 2024-25       | 9     | 0     | 1                | 0                | ―                     | ―                     | 10    | 0     |
| Borussia Mönchengladbach · Alemania    | Total club    | Total club    | 46    | 6     | 5                | 0                | 0                     | 0                     | 51    | 6     |
| Total carrera                          | Total carrera | Total carrera | 92    | 9     | 6                | 0                | 0                     | 0                     | 98    | 9     |